# ユニセックストイレ

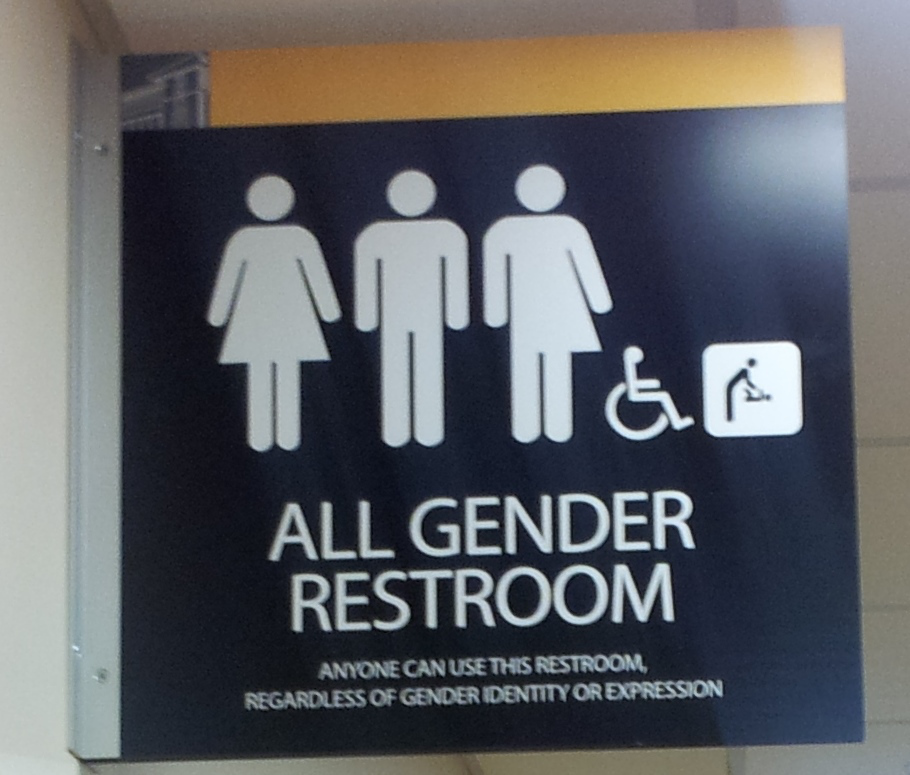
アメリカのミネソタ州にあるメトロポリタン州立大学のユニセックストイレのピクトグラム。「このトイレは性自認や性表現に関わらず、誰もが利用することができます」と書かれている。

ユニセックストイレとは、子連れ・被介護者と介護者の性別が異なる・トランスジェンダー・クィアなどの事情を持つ者に配慮した性別を問わない公衆トイレのこと。オールジェンダートイレ、ジェンダーレストイレ、ジェンダーフリートイレ、男女共用トイレ、ジェンダーニュートラルトイレとも言う。

## 概要

### 種類
ユニセックストイレを作るときは、いくつかのパターンがある。

#### 全トイレをユニセックス化タイプ
ひとり用もしくは複数利用可能な完全に個室のトイレについて、それ（ら）全てをユニセックストイレとして用いる。

#### 一部トイレをユニセックストイレ化タイプ
複数の個室トイレがある場合に、そのいくつかをユニセックストイレとして用いて、手洗い場を共有する。

#### ユニセックストイレ追加タイプ
男女別のトイレを残したまま、新たにユニセックストイレを追加する。

### 詳細
あらゆるジェンダーに対応するため、トイレの広さは大きくなることが多い。小便器を設置するかどうかは場合による。
一般的にユニセックストイレでは男女別トイレと比べて女性の待ち時間が短縮されることが期待される。また、メンテナンスやクリーニングに費やす費用と時間が減る。
たいていのユニセックストイレにはそれを示す標識が目立つ位置に設置される。ユニセックストイレの標識はさまざまなものが使用されている。

## 歴史

### 古代から中世まで
人類の歴史で公衆トイレが初めて誕生した頃は男女別ではなかった。古代ローマの衛生面で設計された公衆トイレは男女別ではなく、プライバシーを確保する仕組みもなかった。中世には公衆トイレそのものが珍しくなり、人々は好きな場所で好きなように排泄をする慣習を送っていた。
公衆トイレの文化の復活は19世紀になってからと言われている。

### 男女別トイレの出現
男女別の公衆トイレが世間に登場した事例として挙げられるのは、1739年でのパリで開催された舞踏会である。ただし、この当時はあくまで「奇抜なもの」という扱いにすぎなかった。
ヴィクトリア朝時代では公衆トイレは男性専用のものであり、外出した女性は道端で排尿や排便をしなければならず、自身の着ている長いスカートでかろうじてプライバシーを確保していた。この背景には「女性は家にいるべきだ」という考えがあり、それゆえに女性が公衆トイレを使うこと自体が考慮されないという事情があった。当時は、女性専用の駅の待合室や図書館の部屋などがあり、公共スペースで女性は男性と対等に扱われないという女性差別が常態化していたが、トイレは最後まで女性に与えられないもののひとつだった。排泄は女性らしくないものとみなされ、特に男性からトイレをしている事実を隠すように当時の女性はプレッシャーに晒されてもいた。
男女別トイレが社会に根付き始めたのは1800年代後半からだったとされる。当時はコレラの流行により、公衆衛生に対する懸念が高まっていた。1887年、アメリカのマサチューセッツ州において、男性用と女性用に別々のトイレ施設を要求する最初の規制が可決された。その後の30年間で、ほぼすべての州が同様の独自の法律を可決した。
一方でこうした女性専用の公衆トイレの実現は、男女の平等のためというよりは、「女性はか弱く保護が必要な存在である」という女性蔑視な認識が根底にあったとされる。失神したときに使う椅子を備えた女性公衆トイレもあり、列車においても女性用のものが設置されて衝突の際に女性を保護するために女性を後ろに座らせるなどしており、当時は女性をそのように分離して扱っていたのが当たり前だった。
1900年代に入って、フェミニズムなどの運動もあって女性に対する社会の見方は大きく変化したが、男女別トイレは依然として習慣が定着し続けた。

### トランスジェンダーなどに関する視点の浮上
1900年代には、公衆トイレの平等の問題は、アフリカ系アメリカ人への人種差別（公民権運動）、障害者差別などで常に注目されてきたが、そこにトランスジェンダーの視点が新たに加わるようになった。
ワシントンD.C.のトランスジェンダーおよびジェンダー・ノンコンフォーミングを対象に公衆トイレでの経験について調査した2013年のレポートによれば、18％が男女別トイレへのアクセスを拒否された経験がある答え、68%が男女別トイレで少なくとも1回以上は言葉による嫌がらせを受け、9％が男女別トイレで少なくとも1回以上は身体的暴力を受けたと回答した。女性専用空間にトランスジェンダーが立ち入ることについての是非は争点となっており、一部のフェミニストや宗教団体、保守派から苦情が起き、女性が性犯罪などの危険に晒されると主張している者もいる。その議論の中では、「男性はいつでもその日は女性だと主張するだけで女性のトイレに入ることができる」などの主張で、トランスジェンダーへの恐怖を煽る差別的な言動（トランスフォビア）が横行している。こうした事情からトランスジェンダーの人々にとって自分の性同一性に一致する公衆トイレにアクセスするのは困難をともなうことがあり、制度や法案で禁止されてしまうことさえ起きている。公衆トイレを含めて男女分離を強要されることによって、トランスジェンダーの若者の進学や健康に悪影響を与えていることも報告されている。トランスジェンダーではないが服装や髪形が既存の典型的な男らしさや女らしさに当てはまらない人も公衆トイレで嫌がらせを受けてきた。ノンバイナリーやインターセックスの人々にとっても公衆トイレの問題は深刻である。
また、トランスジェンダーなどではなくても、男女別トイレに不便を感じている人もいる。例えば、性別の異なる子どもを持つ親は、男女別の公衆トイレに一緒に同行することはできない。また、性別の異なる介助者や家族がいる障害のある人は、同様に男女別の公衆トイレでは不自由である。
このような経緯もあり、トランスジェンダー、ノンバイナリー、ジェンダー・ノンコンフォーミング、およびインターセックス、さらにあらゆる事情を抱えた人のために、より安全で便利なトイレ環境を作り出そうという声が高まり始めた。
男女の区別なく使えるトイレは、一般家庭や男女別のトイレを設置するスペースのない公共の場所ですでに普及していたが、こうした包括性の流れを受けて、ユニセックストイレという形で2000年代にさらに進み始めた。トイレを男女別に分けることは生物学的な性別に基づく自然な区分だと一般では認識されてきた傾向にあるが、実際の歴史的にはイデオロギー的なものに裏打ちされているとユタ大学のテリー・S・コーガンは指摘している。新しいトイレの在り方をめぐって論争も起きているが、社会空間を再設計してあらゆる人々にとって安心できるものにする模索が続いている。

## 各国の事例
日本では男女別にトイレが設置されているのが一般的であり、オールジェンダートイレ推進の声は弱い。一方で、国によっては男女別トイレからオールジェンダートイレへの転換を推進している場合もある。

### 日本
日本での導入においては、コストやトイレの建蔽率などから、女性用トイレを廃止した上で男性用トイレ(小便器)と男女共用トイレのみを設置する事例が公園のトイレを中心に相次いでおり、女性差別や性犯罪の観点から批判されることがある。

#### 渋谷区
渋谷区は2018年11月から今後公衆トイレを新築・改修する際に主にトランスジェンダーのための男女共用トイレを含む「誰もが使いやすい新しいタイプのトイレ」の整備を進めるとの基本方針を発表した。そして、以降から区内で公衆トイレの男女共用トイレ化を推進するとしている。長谷部健渋谷区長は「『渋谷スタンダード』のトイレができれば、日本中に広がる可能性がある」と期待的な展望を明かした。そして、令和4年(2022年)4月1日時点で渋谷区はダイバーシティ＆インクルージョン社会を目指すとして、「渋谷区トイレ環境整備基本方針」を掲げている。渋谷区は公益財団法人日本財団が進めているプロジェクト「THE TOKYO TOILET」へ渋谷区長の長谷部健は賛同し、性別、年齢、障害を問わずに誰もが使用できるオールジェンダートイレ設置を推進している。2023年3月、渋谷区議会議員の須田賢が、自身は反対しているとしつつ「渋谷区としては女性トイレを無くす方向性」とツイートして「皆さんはどうお考えでしょうか」と世論の賛否に関する意見を求めた。熊本3歳女児殺害事件などに触れた反対論もあり、オールジェンダートイレを増やしていき女性トイレが減少する方針は「女性差別」だとの反対意見も出た。これについて渋谷区は、共用トイレへの転換は進んでいるものの全ての女性用トイレを無くすわけではないとして理解を求めた。

#### 国際基督教大学
国際基督教大学では2021年から本館1・2・3階にオールジェンダートイレが設置された。大学側が事前に取ったアンケートでは否定的な声が多かったものの、設置後に再度行われたアンケートでは90％以上の学生が肯定的な意見を寄せたという（「大変満足」と「満足」が約60%、「普通」が約30%）。記者によれば、それぞれの個室に密閉感がしっかりあることが安心につながったのではと分析する。また、同じ階の別の場所には男女別のトイレも同時に設置されており、利用者は選ぶことができる。

#### 新宿区
東急歌舞伎町タワーがジェンダーレストイレを導入しており、性犯罪などのリスクが指摘されている。批判を受けた本タワーは、導入理由として「国連の持続可能な開発目標（SDGs）の理念でもある『誰一人取り残さない』ことに配慮し、新宿歌舞伎町の多様性を認容する街づくり」を挙げ、その上で防犯対策として警備員による巡回、常駐や貼り紙での案内などの施策を実施したと説明した。その後、開業から4か月経った2023年8月4日にジェンダーレストイレは廃止され、男女別のトイレとして供用された

### アメリカ
- 2014年の時点で、アメリカの150以上の大学キャンパスでユニセックストイレが導入されている[53]。
- 2015年、ホワイトハウスに隣接するアイゼンハワー行政府ビルに男女別トイレと共に「ジェンダーニュートラルバスルーム(トイレ)」が設置された[54]。
- 2016年、ニューヨーク市で「公共の個室トイレを（全て）オールジェンダートイレにする法案」に当時のビル・デブラシオ市長が署名した。2020年にはアンドリュー・クオモ知事が署名したことで、ニューヨーク州全体でも法案が可決された[54]。

### イギリス
イギリスのイングランドでは、2022年7月より「新しく建設する公的建造物は男女別のトイレを設けることを義務付ける」としている。その主な理由として、「女性が安心できることは重要」「女性のニーズは尊重されるべき」を挙げている。

## 賛否を巡る論争
ユニセックストイレには批判の声もあがっている。例えば、男女分離を完全に排除したり、ユニセックストイレを標準にしたりすることは、女性を包括するものではないとされる。男女別トイレの支持者は、月経などの女性の特定のニーズを指摘し、個人的な快適さとプライバシーの理由から、公衆トイレでは男女別であるべきと訴え、女性がユニセックストイレの利用を避けるのではという懸念を挙げている。また、男性と女性の両方が、異性とトイレを共有しなければならないことを「気まずい」と感じるかもしれないと心配する意見もある。ユニセックストイレは一部の宗教団体や右翼団体からも反発を受けており、宗教的・政治的対立へと繋がっている。

### トランスジェンダーとの関連
トランスジェンダーの人々については、カリフォルニア大学ロサンゼルス校の研究によれば、トランスジェンダーの人々に性同一性に合ったトイレなどの公共施設を使用させることで安全上のリスクが高まるという明確な証拠は確認されていない。すでに長年にわたって性同一性に基づく差別を禁止してきた地域がいくつもあるが、それらの地域で女性専用空間に侵入する性犯罪者が増加したという報告はなく、 Equality Federation のレベッカ・アイザックスは、トランス女性の立ち入りを認めることは危険であると流布する一連の主張は「燻製ニシンの虚偽」であると語っている。一方で、ユニセックストイレに不安を感じる人の多くは、シスジェンダー男性からの攻撃を恐れている。ただ、公衆トイレで起こる嫌がらせや攻撃的行動は全てのタイプの公衆トイレで起きうるものであり、ユニセックストイレだけがことさら危ないわけではない。女性専用の公衆トイレでも女性の加害者によって女性が暴力を受ける事件が発生している。トイレは緊張した環境になりやすく、多くの人が異性とトイレを共有するという考えに脅威を感じるのはそうした心理的背景もあるとの指摘もある。